# Berghausen (Meschede)
Berghausen ist ein Ortsteil der Stadt Meschede im Hochsauerlandkreis.

## Geografie
Der Ort befindet sich rund 1,5 Kilometer südwestlich von Meschede an der Bundesstraße 55 und am Hennesee. Angrenzende Orte sind Meschede, Laer, Enkhausen, und Windhäuser. Auf dem Gebiet des heutigen Mescheder Stadtteils Berghausen liegt auch der größte Teil des Hennesees, die Siedlung Immenhausen, einige Kilometer südlich des Ortes am Westufer des Sees, und lag der 1905 durch den Bau der Talsperre untergegangene Ort Hellern.

## Geschichte
In „Berchusen“ befand sich im 14. Jahrhundert eine Hufe des Stiftes Meschede. Frühe Anhaltspunkte über die Größe des Ortes ergeben sich aus einem Schatzungsregister für das Jahr 1543. Demnach gab es in „Berchaußen“ drei Schatzungspflichtige; die Zahl dürfte mit den damals vorhandenen Höfen bzw. Häusern übereingestimmt haben.
Seit der Neugliederung durch das Sauerland/Paderborn-Gesetz zum 1. Januar 1975 gehört Berghausen zum Hochsauerlandkreis und ist ein Ortsteil der Stadt Meschede.

## Religion
Die denkmalgeschützte katholische Kapelle St. Nikolaus wurde am 24. Oktober 1983 in die Liste der Denkmale der Stadt Meschede aufgenommen.